# Rockabilly Jive
 (avril 2016).
Si vous disposez d'ouvrages ou d'articles de référence ou si vous connaissez des sites web de qualité traitant du thème abordé ici, merci de compléter l'article en donnant les références utiles à sa vérifiabilité et en les liant à la section « Notes et références ».
Tirant son origine des bars du sud des États-Unis avec le retour des militaires de la Seconde Guerre mondiale, le Rockabilly Jive portait le nom de Jitterbug Jive ou de GI-Jive. Cette danse est également connue sous les appellations suivantes : Rock n Roll Jive, Teddy Boy Jive, Rockabilly (particulièrement en Australie). 
Se dansant à l'origine sur la musique swing, rock 'n' roll et rhythm and blues, le Rockabilly Jive finit par adopter la rapidité et la férocité de la musique rockabilly, apparue au début des années 1950. Quasiment disparu depuis l'apparition et la popularité de la danse rock'n'roll dans les années 1960, le rockabilly Jive fait un retour en force partout en Amérique du Nord depuis la fin des années 1990 après avoir été populaire en Angleterre dans les années 1970 et 1980 chez les Teddy Boys.
Possédant un pas de base très simplifié en quatre temps, ce qui rend cette danse accessible à tous, le Rockabilly Jive possède une technicité très élevée due à la rapidité des mouvements et au nombre d'acrobaties possibles. Contrairement à la majorité des danses de couples, le Rockabilly Jive n'utilise pas un pas de danse « miroir » pour le cavalier (leader) et la cavalière (follower). Chacun possède son pas, ce qui donne un aspect particulier à cette danse. Le leader utilise un changement de poids de gauche à droite pour se déplacer tandis que la follower possède un mouvement « avancer/reculer ».
La musique est construite en A-A-B-A, le "A" étant un couplet et le "B" étant un solo musical. Les chansons sont prévisibles et marquées de pauses musicales à chaque 4 fois 8 temps.